# Saíde
Saíde (em árabe: سيد; romaniz.: Sayyid; lit. "senhor"; não deve ser confundido com o antropônimo aportuguesado homograficamente (transliterado como Said), que significa "feliz", "afortunado") é um título honorífico dado aos homens aceitos como descendentes do profeta islâmico Maomé, através de seus netos, Haçane ibne Ali e Huceine ibne Ali, que eram os filhos de sua filha Fátima e de Ali. Na fase pré-islâmica, o termo saíde significava "orador". As filhas dos saídes recebem os títulos saída (sayyida), alauiyah, siarifa (syarifah) ou xarifa (xarifah).